# Estació de Castellbell i el Vilar - Monistrol de Montserrat
Castellbell i el Vilar - Monistrol de Montserrat és una estació de ferrocarril propietat d'adif situada a l'est de la població de Castellbell i el Vilar a la comarca del Bages. L'estació es troba a la línia Barcelona-Manresa-Lleida i hi tenen parada trens de la línia R4 de Rodalies de Catalunya, operat per Renfe Operadora.
L'antiga estació de la línia de Manresa va entrar en funcionament l'any 1859 quan va entrar en servei el tram construït per la Companyia del Ferrocarril de Saragossa a Barcelona entre Terrassa (1856) i Manresa. L'actual edifici fou construït per Ferrocarrils del Nord el 1913. Antigament aquesta estació també era terminal del Cremallera de Montserrat (1892-1957).
L'any 2016 va registrar l'entrada de 17.000 passatgers.

## Serveis ferroviaris
| Rodalia de Barcelona                                    |            |       |                          |                        |
| Procedència/Destinació                                  | <          | Línia | >                        | Procedència/Destinació |
| Sant Vicenç de Calders Vilafranca del Penedès Martorell | Vacarisses |       | Sant Vicenç de Castellet | Manresa                |